# ARtv
Cet article concerne la chaîne de télévision parlementaire portugaise. Pour la chaîne de télévision culturelle québécoise, voir ARTV.

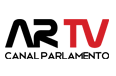
Logo ARTV.

ARTV est la chaîne de télévision parlementaire du Portugal. 

## Histoire
Créée en 2003, elle diffuse notamment les débats de l'Assemblée de la République. 
Le 27 décembre 2012, ARTV émet sur la télévision numérique terrestre portugaise et devient ainsi la cinquième chaîne gratuite diffusée dans le pays (la septième sur les îles des Açores et de Madère). Sa diffusion régulière commence le 3 janvier 2013.